# BeReal
BeReal ist eine 2020 erschienene französische Social-Media-App. Entwickelt wurde sie von Alexis Barreyat und Kevin Perreau.
Die App gelangte ab Mitte 2022, insbesondere durch den Einsatz von bezahlten Werbebotschaftern, zur Berühmtheit und schaffte es in die Top 10 der Download-Charts in den USA und Großbritannien. Im August 2022 erreichte sie Platz 1 der deutschen App-Download-Charts.

## Konzept
Einmal am Tag werden alle Benutzer gleichzeitig zu einer täglich wechselnden Uhrzeit aufgefordert, innerhalb von 2 Minuten ein Foto sowohl mit der Front- als auch der Hauptkamera des Mobiltelefons aufzunehmen. Diese Fotos können (und sollen) nicht bearbeitet werden, um den Benutzer so „real“ wie möglich darzustellen.
Nutzer, die zur festgelegten Zeit kein Foto hochladen, haben die Möglichkeit zu einem „Late“-Posting, das entsprechend markiert wird.
Schließlich besteht die Möglichkeit, auf die Uploads der Freunde durch „Realmojis“ zu reagieren.
Da die Benutzer nur einmal am Tag Fotos aufnehmen und diese auch nicht bearbeiten können, soll die App die Abhängigkeit von sozialen Medien und deren übermäßige Nutzung reduzieren.
Später wurde die Möglichkeit hinzugefügt, bei pünktlichem Hochladen an demselben Tag zwei weitere Fotos hochladen zu können. Dies wurde dann erweitert auf inzwischen 4 weitere und ein sogenanntes „Roulette“, bei welchem ein zufälliges Foto aus der Mediathek geteilt wird.

## Geschichte
BeReal erlebte 2022 ein explosionsartiges Wachstum. Innerhalb weniger Monate schoss die App auf Platz 1 der iOS-App-Charts und wurde von Apple sogar als “iPhone App of the Year 2022” ausgezeichnet. Die App erhielt eine Finanzierung in Höhe von 30 Millionen Dollar von Andreessen Horowitz. Im Mai 2022 wurde eine weitere Finanzierungsrunde, angeführt von DST Global, in Höhe von 85 Millionen Dollar, abgeschlossen. Bis August 2022 wurde die App rund 26 Millionen Mal heruntergeladen, mit 22,6 Millionen Downloads kommt der Großteil der User aus Apples App-Store.
Im Juni 2024 wurde BeReal von dem französischen App-Hersteller Voodoo für einen Betrag von 500 Millionen Euro übernommen. Der Gründer Alexis Barreyat schied aus und der ehemalige CEO der Voodoo-hauseigenen Social Network-App Wizz Aymeric Roffé übernahm die Leitung der Content Plattform.

## Einfluss
Das Erfolgskonzept von BeReal inspirierte mehrere etablierte Plattformen zur Integration ähnlicher Funktionen. So führte Snapchat im April 2022 das Dual-Camera-Feature ein, mittels dem Nutzer die für BeReal üblichen Zweifachfots machen konnten. TikTok stellte im September 2022 die prominent in der App platzierte Funktion „TikTok Now“ vor, die ebenfalls den gleichzeitigen Einsatz von Front- und Rückkamera zu einem zufälligen Zeitpunkt forderte und ein Versuch war, mehr Nutzer zur Produktion von Inhalten auf der trendbasierten Entertainment-Plattform zu bewegen. Auch Instagram testete kurzzeitig ein ähnliches Feature unter dem Namen „Candid Stories“.  Sowohl TikTok als auch Instagram deaktivierten die Funktion nach einiger Zeit jedoch, da ihre Nutzerschaft die Formate nicht wie erhofft nutzte.

## Kritik
Viele Benutzer wissen nicht, dass sie gegen Datenschutzrechte verstoßen, wenn andere Leute ohne Erlaubnis auf den Bildern zu sehen sind. Des Weiteren werden bei den Bildern auch Standortinformationen mitgeteilt, solange man dies nicht bei jedem Foto einzeln verhindert oder den Standortzugriff für die App in den Einstellungen deaktiviert. Da die Fotos sofort hochgeladen werden und für andere sichtbar sind, lassen sich Personen anhand der Ortsdaten zusammen mit dem aufgenommenen Bild gegebenenfalls leicht finden.